# Steven Bradbury
Steven John Bradbury, född 14 oktober 1973 i Camden, är en australiensisk tidigare skridskoåkare. Han tävlade i short track och vann under karriären ett OS-brons i lag (1994) samt ett mycket oväntat OS-guld på 1 000 meter (2002).

## Biografi

### Bakgrund och tidiga år
Som 17-åring deltog Bradbury i det australiensiska short track-lag som 1991 vann VM i stafett. Detta var det första VM-guld för Australien i någon mer betydande vintersport. Tre år senare tog han ett OS-brons, i lagtävlingen vid olympiska vinterspelen 1994 i Lillehammer. Där nådde Bradbury som bäst en åttondeplats på 500 meter, vilket skulle komma att bli hans näst bästa individuella OS-resultat i karriären.

### OS 2002
Steven Bradburys berömmelse vilar dock till största delen på det oväntade OS-guld han tog på 1 000 vid olympiska vinterspelen 2002 i Salt Lake City. Detta var då  Australiens första vinterolympiska guldmedalj genom tiderna.
Bradbury skulle egentligen åkt ut redan i kvartsfinalen, där han blev trea. Men efter en diskning av OS-guldmedaljören Marc Gagnon kvalificerade han sig trots allt till semifinalen.
I semifinalen låg han sist, då två åkare föll i sista kurvan vilket resulterade att Bradbury även tog sig vidare till finalen. I finalen låg han åter klart sist, men i sista kurvan före mållinjen föll samtliga utom Bradbury. Denne klarade sig från massvurpan bara tack vare att han låg så långt efter och kunde, häpen och med utsträckta händer, glida över mållinjen som olympisk mästare.
Vid OS 2002 nådde Australien, med Bradbury i laget, en sjätteplats i stafetten.

### Efter skridskokarriären
Bradbury arbetar sedan avslutningen av sin aktiva karriär bland annat som föreläsare i ämnen som att motivera sig. När han och hans son var ute och surfade 2022 fick han syn på fyra tonårsflickor som dragits ut av strömmarna, vilka han räddade tillsammans med livvakterna sonen hade hämtat.

## Begreppet "Bradbury"
Steven Bradburys oväntade framgång ledde till myntandet av ett nytt begrepp inom sportvärlden. Att göra en "Bradbury" är att kunna nå en oväntad framgång, genom att från en undanskymd position undvika masskrascher längre fram i startfältet. Detta händer från och till i intensiva tävlingsgrenar med stor risk för "seriekrockar" – förutom i short track bland annat i skicross och boardercross, mer sällsynt också i sprint i längdskidåkning. 
Ett exempel på de senare, som blivit klassiskt i svensk OS-historia härrör från vinter-OS i Sotji 2014. Tre svenskar, Teodor Peterson, Marcus Hellner och Emil Jönsson, kvalificerade sig till finalen i herrarnas sprint i just längdskidåkning. Av någon anledning tappade Emil Jönsson allt i ett tidigt skede i finalen och låg plötsligt långt efter de övriga fem tävlande. Det var besvärligt före under dagen och i en svår utförslöpa, som böjde åt höger, föll tre av de fem som låg framför Jönsson. Jönsson låg så långt bakom det övriga fältet att han kunde undvika att dras med i fallet. Då han passerade de tre åkare som hade fallit fick han ny energi och lyckades behålla sin tredje plats in över mållinjen, där han fullständigt utpumpad ändå kunde konstatera att han erövrat en individuell olympisk bronsmedalj.
Historien blir förresten ännu mer fantastisk av att samme åkare även fick en bronsmedalj i sprintstafetten i samma OS, Emil Jönsson tävlade där i par med Teodor Peterson och i slutskedet av finalen låg paret på en fjärdeplats, relativt långt bakom de tre främsta, då en åkare föll i en utförsbacke. Därmed kunde Teodor Peterson, som körde sista sträckan för Sveriges del, avancera till tredje plats och hans lagkamrat, Emil Jönsson, fick sin andra bronsmedalj i Sotji-OS, båda beroende på konkurrenters fall i finalerna.